# Güerima
Güerima es un centro poblado, bajo jurisdicción del municipio de Cumaribo situado en el departamento de Vichada, Se encuentra localizada en la parte sur occidental del municipio, sobre la margen izquierda del río Uva a la altura de la desembocadura del caño Segua. 
El centro poblado funciona como principal puerto del departamento del Vichada hacia la cuenca del río Guaviare, en especial al municipio de Barrancominas.

## Propuesta de municipalidad
De hace varios años existe una propuesta para la creación de un nuevo municipio colombiano en el departamento de Vichada entre los habitantes de los centros poblados de Chupave, Guanape, Guaco, Puerto Oriente, Puerto Príncipe, y los resguardos indígenas de la zona occidental de la cuenca del rio Guaviare. Tendría como cabecera municipal a Güerima.